# NGC 3042
NGC 3042 é uma galáxia lenticular (S0) localizada na direcção da constelação de Sextans. Possui uma declinação de +00° 41' 52" e uma ascensão recta de 9 horas, 53 minutos e 20,2 segundos.
A galáxia NGC 3042 foi descoberta em 30 de Abril de 1864 por Albert Marth.